# 関藤謙治
関藤 謙治（せきとう「せきどう」 けんじ、1875年9月1日 - 1964年8月2日）は、岡山県笠岡市出身の実業家。元井笠鉄道代表取締役社長。

## 来歴
1875年9月1日、笠岡市西浜で生まれる。
1908年、井原笠岡軽便鉄道（後の井笠鉄道）の設立に尽力
し、1934年、井笠鉄道取締役、1935年、専務取締役を経て、1941年、代表取締役社長となり、地方交通の発展に尽力した。
また、笠岡湾の浚渫、防波堤の築造、富岡湾の干拓などの事業に協力し、井笠地域の発展に尽力した。
1964年8月2日死去。享年88。